# Dashcode
Dashcode ist eine Entwicklungsumgebung von Apple für Mac OS X Leopard 10.5 und neuer, mit der man einfach Widgets für das Dashboard von Mac OS X sowie Web-Anwendungen für das iPhone und Apple Safari erstellen kann. Beide basieren auf Web-Standards wie HTML, CSS und JavaScript.
Dashcode bietet einen Code-Editor, eine große Sammlung an vorgefertigten Elementen, die der Entwickler per Drag und Drop auf der Arbeitsfläche platzieren und mit eigenen oder vorgegebenen JavaScript-Snippets verbinden kann, und einen Debugger.
Mit letzterem kann man den JavaScript-Code über Haltepunkte unterbrechen und Schritt für Schritt ausführen und damit debuggen.
Die Oberfläche von Dashcode orientiert sich dabei an Xcode und Interface Builder (Icons, Panels).
Dashcode war auf der WWDC 2007 vorgestellt worden und war zum ersten Mal bei Mac OS X Leopard 10.5 in die Xcode Tools 3.0 integriert. Es existierte auch eine Version für Mac OS X Tiger 10.4, die aber schnell nicht mehr unterstützt wurde.
Bei Markteinführung des iPhones waren mit Dashcode programmierte Web-Apps die einzige Möglichkeit, Programme von anderen Anbietern auszuführen. Das änderte sich erst im Frühjahr 2008, als Apple das iPhone SDK 2.0 vorstellte.
Bei Xcode 4.3, das den alten Developer-Ordner in einer einzigen Anwendung (Xcode.app) zusammenfasst, ist Dashcode nicht mehr Bestandteil der Developer Tools. Es kann aber nach wie vor kostenlos über Apples Entwickler-Downloadportal heruntergeladen werden (eine kostenfreie Registrierung ist dafür nötig.)
In OS X Mavericks 10.9 wird die aktuelle Version von Dashcode, 3.0.5, nicht mehr unterstützt. Auf Anfrage teilt Apple mit, dass Dashcode nicht mehr weiterentwickelt wird.